# 奥德里奇·沃列尼克
奥德里奇·沃列尼克（捷克語：Oldřich Voleník，1919年5月31日—1987年3月8日），捷克斯洛伐克共产党领导人之一，捷克斯洛伐克中央书记处书记。

## 获奖
- 胜利的二月勋章（1979年5月25日）[2]
- 劳动勋章（1969年5月27日）[3]